# Sicilský gambit
Sicilský gambit (ECO B22) je varianta šachového zahájení sicilské obrany. Charakterizují ho tahy:
1. e4 c5 2. b4
Gambit se dnes objevuje zřídka. Bílý obětovává pěšce, aby si uvolnil sloupec a a případně obsadil střed. O tom, zda je tento gambit korektní nepanuje jednotný názor.
Hrál se již v roce 1620, kdy ho použil Gioacchino Greco.
Vzniknout může i po pořadí tahů 1. e4 c5 2. Jf3 e6 3. b4 nebo 1. e4 e6 2. Jf3 d5 3. e5 c5 4. b4 .

## Varianty
1.e4 c5 2. b4
- 2... b6 je nejlepší možnost, jak gambit odmítnout a vede k nejasné hře, většinou ale černý gambit přijímá
- 2... cxb4
  - 3. d4
    - 3... e6 4. a3 d5 5. e5 s kompenzací za pěšce
    - 3... d5
      - 4. exd5 Jf6! pozice černého zaslouží přednost
      - 4. e5 Jc6 (5... Sf5 6. a3 Jc6 - 3. a3) 5. a3 - 3. a3

  - 3. a3
    - 3... bxa3 bílý má za pěšce kompenzaci
    - 3... e5 4. Jf3! Jc6 5. Sc4 s kompenzací
    - 3... d5
      - 4. e5 Jc6 5. d4 Db6 6. Je2 Sg4! 7. f3 Sf5 [2] nebo 6. Se3 Sf5 a pozice černého zasluhuje přednost
      - 4. exd5
        - 4... Jf6 5. axb4 Jxd5 s nejasnou hrou
        - 4.... Dxd5 5. Jf3 e5 6. axb4 Sxb4 7. c3! Se7 8. Ja3 s kompenzací za pěšce